# 西新井ヌーヴェル
西新井ヌーヴェル（にしあらいヌーヴェル）は、東京都足立区が指定する地区計画「西新井駅西口周辺地区地区計画」のA工区に位置する開発拠点地区（再開発地区）である。
開発主体は都市再生機構で、所在地は西新井栄町一丁目である。敷地面積は14.5haにおよぶ。

## 概要
本地区は大手町から10㎞圏にあり、東武伊勢崎線（東武スカイツリーライン）と東武大師線が乗り入れる西新井駅の南西側に隣接する。従前の土地利用は日清紡績東京工場であり、1998年に現在のH街区をのぞく11.6haの土地を都市再生機構が取得した。
名称の一部である「ヌーヴェル」はフランス語で「新しい」を意味する。この他、G街区業者が独自に付けた名称として「西新井駅前複合都市開発」がある。
西新井駅西口駅前広場と尾竹橋通りを結ぶ「さくら参道」は、道路幅員が22m（車道：9m、歩道：10m、植樹帯：3m）と開発拠点街区の道路では最も幅員が広く、シンボル性の高い道路として位置づけている。その名称の通り、街路樹としてソメイヨシノやツツジなどが植林されており、西新井大師への新たな参道としても機能する。
各街区の角地には「街かど広場」が設けられており、街区を越えた広場の連携を図っている。
西新井ヌーヴェルの道路は概ね格子状に配置されているが、F1街区では歩行者専用通路「エコモダンの道」が斜めに貫通している。この歩行者専用通路によって斜めの動線を確保しており、都市から自然へ連続する触景空間を演出している。エコモダンの道の起終点には、「デュオ広場」と「カルテット広場」として広場状の空地を設けており、ゲート性の創出を図っている。
G街区の南側は都市公園として「西新井さかえ公園」が設けられており、シンボルツリーとしてシラカシが植林されている。

## 歴史
- 1998年（平成10年）9月 - 都市再生機構が日清紡工場跡地(約11.6ha)を取得。
- 2002年（平成14年）2月 - 区画街路8号線、西新井駅西口公園が都市計画決定。
- 2003年（平成15年）1月 - 西新井駅周辺地区地区計画が決定。用途地域などの地域地区を変更。
- 2004年（平成16年）12月 - 区画街路9号線（交通広場）、区画街路10号線が都市計画決定。
- 2006年（平成18年）
  - 3月 - 西新井ヌーヴェル内の道路が供用開始。
  - 12月 - 西新井駅西口公園（仮称）の正式名称を「西新井さかえ公園」に決定。
- 2007年（平成19年）
  - 1月 - 本地区内初のマンションとして、G街区に分譲マンション「ザ・ステージオ」が竣工。2月に入居開始。
  - 4月19日 - 西新井さかえ公園が開園。
  - 7月31日 - F1街区に賃貸マンション「プロシード・アルティア西新井」、「プロシード・オザリア西新井」が竣工。8月に入居開始。
  - 11月9日 - H街区に「アリオ西新井」がグランドオープン。
- 2008年（平成20年）
  - 1月 - B街区に健康増進施設「セントラルウェルネスタウン西新井」が竣工。
  - 6月 - E街区に分譲マンション「レコシティ・グランデ」が竣工。7月に入居開始。
  - 9月 - B街区に分譲マンション「レコシティ・プライム」が竣工。11月に入居開始。
  - 10月30日 - F2街区に賃貸マンション「ロイヤルパークス西新井」が竣工。11月に入居開始。
- 2009年（平成21年）
  - 5月 - B街区に東京洪誠病院が竣工。
  - 6月 - C街区に賃貸マンション「ロイヤルパークスシーサー」が竣工。8月に入居開始。
  - 9月 - C街区に西新井警察署が竣工。10月26日に本地区へ移転[1]。
- 2010年（平成22年）4月28日 - A街区に「パサージオ」がグランドオープン[2]。
- 2014年（平成26年）2月 - D街区に分譲マンション「ライオンズ西新井グランフォート」が竣工。3月に入居開始。

## 街区
西新井駅に最も近接するA街区は商業施設「パサージオ」が開店しており、西新井ヌーヴェルの玄関口となっている。尾竹橋通りに隣接するH街区は、複合商業施設「アリオ西新井」が開店しており、イトーヨーカドーとTOHOシネマズ、ほかアリオモールと称する111の専門店街がある。
分譲マンションはB街区、D街区、E街区、G街区に4棟、賃貸マンションはC街区、F1街区、F2街区に4棟建築されている。これら8棟の総戸数は約2000戸となる。
D街区は代替地として計画され、用途地域も準工業地域のまま据え置かれているが、2014年に分譲マンションが竣工した。
| 街区                              | シンボルカラー | 土地利用                                                                        | 面積     | 用途地域                     | 竣工年 |
| --------------------------------- | -------------- | ------------------------------------------------------------------------------- | -------- | ---------------------------- | ------ |
| A街区（駅前A街区）                | ■              | パサージオ                                                                      | 約0.51ha | 商業地域                     | 2010年 |
| B街区（複合地区）                 | ■              | セントラルウェルネスタウン西新井、 東京洪誠病院、レコシティ・プライム           | 約1.07ha | 第二種住居地域               | 2009年 |
| C街区（住宅地区）                 | ■              | 西新井警察署、ロイヤルパークスシーサー                                          | 約1.26ha | 第一種住居地域               | 2009年 |
| D街区（住宅地区）                 | ■              | ライオンズ西新井グランフォート、 いづみ保育園、戸建住宅                         |          | 準工業地域                   |        |
| E街区（住宅地区、駅前線沿道地区） | ■              | レコシティ・グランデ                                                            | 約0.91ha | 第一種住居地域、近隣商業地域 | 2008年 |
| F1街区（住宅地区）                | ■              | プロシード・アルティア西新井、 プロシード・オザリア西新井、西新井きらきら保育園 | 約0.99ha | 第一種住居地域、近隣商業地域 | 2007年 |
| F2街区（住宅地区）                | ■              | ロイヤルパークス西新井                                                          | 約1.33ha | 第一種住居地域               | 2008年 |
| G街区（住宅地区、駅前線沿道地区） | ■              | ザ・ステージオ                                                                  | 約1.54ha | 第一種住居地域、近隣商業地域 | 2007年 |
| H街区（日清紡開発区域）           | ■              | アリオ西新井                                                                    | 約2.90ha | 近隣商業地域                 | 2007年 |
| 地区公園                          |                | 西新井さかえ公園                                                                | 約1.02ha |                              | 2007年 |

## 交通

### 鉄道
最寄り駅は東武伊勢崎線（東武スカイツリーライン）、東武大師線西新井駅である。東京メトロ日比谷線と東京メトロ半蔵門線の直通列車が停車する駅であり、足立区のターミナル駅である北千住駅までは急行、区間急行、準急、区間準急で4分である。

### バス
最寄りの停留所は西新井駅前停留所、西新井駅西口停留所である。池袋駅に直通する都営バスの王40甲系統、赤羽駅に直通する国際興業バスの赤27系統、赤23系統、東武バスの西01系統などが停車する。

### 道路
本地区の西側に尾竹橋通りが隣接しており、南に4kmほど進むと日光街道と合流する。また、北側に環七通りが近接している。最寄りのインターチェンジは首都高速中央環状線の千住新橋出入口であり、同線の扇大橋出入口、首都高速6号三郷線の加平出入口も利用圏内にある。